# Centralitzador i normalitzador
En matemàtiques, i especialment en teoria de grups, el centralitzador (també anomenat commutador) d'un subconjunt S d'un grup G és el conjunt d'elements de G que commuten amb tot element de S, i el normalitzador de S són elements que satisfan una condició més feble. El centralitzador i el normalitzador de S són subgrups de G, i proporcionen informació sobre l'estructura de G.
Aquestes definicions també són vàlides per a monoides i semigrups.
En teoria d'anells, el centralitzador d'un subconjunt d'un anell es defineix respecte a l'operació (multiplicació) de semigrups de l'anell. El centralitzador d'un subconjunt d'un anell R és un subanell de R. Aquest article també tracta el cas de centralitzadors i normalitzadors en una àlgebra de Lie.
L'idealitzador d'un semigrup o d'un anell és una altra construcció relacionada amb el centralitzador i amb el normalitzador.

## Definicions

### Grups i semigrups
El centraltzador d'un subconjunt S d'un grup (o semigrup) G es defineix com
{\displaystyle \mathrm {C} _{G}(S)=\{g\in G\mid sg=gs{\text{ per a tot }}s\in S\}}.
Si no hi ha ambigüitat sobre el grup en qüestió, de vegades se suprimeix G de la notació. Quan S={a} és un singletó, llavors s'abreuja CG({a}) com CG(a). Una altra notació menys comuna per al centralitzador és Z(a), per analogia amb el centre d'un grup. Amb aquesta darrera notació, cal anar amb compte per evitar confusions entre el centre d'un grup G, Z(G), i el centralitzador d'un element g de G, donat per Z(g).
El normalitzador de S dins del grup (o semigrup) G es defineix com
{\displaystyle \mathrm {N} _{G}(S)=\{g\in G\mid gS=Sg\}}.
Cal notar que les definicions són similars però no idèntiques. Si g pertany al centralitzador de S i s pertany a S, llavors és cert que gs = sg; no obstant això, si g pertany al normalitzador, gs = tg per a algun t de S, potencialment diferent de s.
Hi ha les mateixes convencions expressades anteriorment sobre la supressió a la notació de G i sobre la supressió de les claus en el cas de singletons.
Cal no confondre el normalitzador amb la clausura normal.

### Anells, àlgebres, anells de Lie i àlgebres de Lie
Si R és un anell o una àlgebra, i S és un subconjunt de l'anell, llavors el centralitzador de S és exactament el que s'ha definit per a grups, substituint G per S.
Si {\displaystyle {\mathfrak {L}}} és una àlgebra de Lie (o un anell de Lie) amb el producte de Lie [x,y], llavors el centralitzador d'un subconjunt S de {\displaystyle {\mathfrak {L}}} es defineix com
{\displaystyle \mathrm {C} _{\mathfrak {L}}(S)=\{x\in {\mathfrak {L}}\mid [x,s]=0{\text{ per a tot }}s\in S\}}.
La definició dels centralitzadors per a anells de Lie està relacionada amb la d'anells de la següent manera: si R és un anell associatiu, llavors es pot definir a R un producte [x,y] = xy − yx. Clarament, xy = yx si i només si [x,y] = 0. Si simbolitzem l'anell R juntament amb aquest producte mitjançant LR, llavors el centralitzador d'anells de S dins R és igual al centralitzador d'anells de Lie de S dins LR.
El normalitzador d'un subconjunt S d'una àlgebra de Lie (o d'un anell de Lie) {\displaystyle {\mathfrak {L}}} ve donat per
{\displaystyle \mathrm {N} _{\mathfrak {L}}(S)=\{x\in {\mathfrak {L}}\mid [x,s]\in S{\text{ per a tot }}s\in S\}}.
Tot i que aquest és l'ús habitual del terme "normalitzador" en àlgebres de Lie, cal notar que aquesta construcció és, de fet, l'idealitzador del conjunt S dins {\displaystyle {\mathfrak {L}}}. Si S és un subgrup additiu de {\displaystyle {\mathfrak {L}}}, llavors {\displaystyle \mathrm {N} _{\mathfrak {L}}(S)} és el major subanell de Lie (o subàlgebra de Lie, respectivament) on S és un ideal de Lie.

## Propietats

### Semigrups
Sigui S' el centralitzador, és a dir, {\displaystyle S'=\{x\in A:sx=xs{\mbox{ per a tot }}s\in S\}.} Aleshores:
- S' forma un subsemigrup.
- {\displaystyle S'=S'''=S'''''}, és a dir, un commutador és el seu propi bicommutador.

### Grups
(Font: Isaacs 2009, capítols 1−3)
- Tant el centralitzador com el normalitzador de S són subgrups de G.
- Clarament, CG(S)⊆NG(S). De fet, CG(S) és sempre un subgrup normal de NG(S).
- CG(CG(S)) conté S, però CG(S) no té per què contenir S. La inclusió només és certa si st = ts per a qualssevol s i t de S. Naturalment, si H és un subgrup abelià de G, llavors CG(H) conté H.
- Si S és un subsemigrup de G, llavors NG(S) conté S.
- Si H és un subgrup de G, llavors el subgrup més gran on H és normal és el subgrup NG(H).
- Hom diu que un subgrup H de G és un subgrup autonormalitzador de G si NG(H) = H.
- El centre de G és exactament CG(G), i G és un grup abelià si i només si CG(G)=Z(G) = G.
- Per a singletons, CG(a)=NG(a).
- Per simetria, si S i T són dos subconjunts de G, T⊆CG(S) si i només si S⊆CG(T).
- Per a un subgrup H d'un grup G, el teorema N/C estableix que el grup quocient NG(H)/CG(H) és isomorf a un subgrup de Aut(H), el grup d'automorfismes de H. Com que NG(G) = G i CG(G) = Z(G), el teorema N/C també implica que G/Z(G) és isomorf a Inn(G), el subgrup de Aut(G) que consisteix en tots els automorfismes interns de G.
- Si definim un homomorfisme de grups

{\displaystyle {\begin{array}{lccl}T\colon &G&\to &\operatorname {Inn} (G)\\&g&\mapsto &T(x)(g)=T_{x}(g)=xgx^{-1}\end{array}}}
llavors podem descriure NG(S) i CG(S) en termes de l'acció de grup de Inn(G) sobre G: l'estabilitzador de S dins Inn(G) és T(NG(S)), i el subgrup de Inn(G) que fixa S és T(CG(S)).
- Hom diu que un subgrup H d'un grup G és C-tancat si H = CG(S) per a algun subconjunt S⊆G. En tal cas, de fet, H = CG(CG(H)).

### Anells i àlgebres
(Font: Jacobson 1979, p. 28)
- Els centralitzadors d'anells i àlgebres són subanells i subàlgebres, respectivament. De la mateixa manera, els centralitzadors d'anells de Lie i d'àlgebres de Lie són subanells de Lie i subàlgebres de Lie, respectivament.
- El normalitzador de S en un anell de Lie conté el centralitzador de S.
- CR(CR(S)) conté S, però no és necessàriament igual. El teorema del centralitzador doble tracta els casos on hi ha igualtat.
- Si S és un subgrup additiu d'un anell de Lie A, llavors NA(S) és el major subanell de Lie de A pel qual S és un ideal de Lie.
- Si S és un subanell de Lie d'un anell de Lie A, llavors S⊆NA(S).